# 池田政親
池田 政親（いけだ まさちか）は、江戸時代前期から中期にかけての旗本。吉富池田家初代。

## 略歴
天和4年/貞享元年（1684年）池田政武の子として誕生。
貞享4年（1687年）7月11日、父の遺領の内播磨国神崎郡において1000石を分与され寄合に列する。元禄15年（1702年）6月21日、小姓となり、宝永2年（1705年）12月28日、小普請となった。
寛延3年12月5日（1751年1月2日）、死去。享年67。跡を子の政勝が継いだ。

## 系譜
- 父：池田政武（1649-1687）
- 母：赤羽氏
- 室：菊地氏
  - 男子：池田政勝（1709-1782）
- 生母不明の子女
  - 男子：池田政朝 - 早世
  - 女子：中根正義室、のち離縁